# Pseudolabrus semifasciatus
Pseudolabrus semifasciatus là một loài cá biển thuộc chi Pseudolabrus trong họ Cá bàng chài. Loài này được mô tả lần đầu tiên vào năm 1921.

## Từ nguyên
Từ định danh của loài được ghép từ hai từ trong tiếng Latinh: semi ("một nửa") và fasciatus ("có sọc"), hàm ý đề cập đến các dải sọc ở hai bên thân không kéo dài xuống phần thân dưới.

## Phạm vi phân bố và môi trường sống
P. semifasciatus có phạm vi phân bố ở Đông Nam Thái Bình Dương. Loài này hiện chỉ được biết đến tại đảo Phục Sinh (thuộc Chile). P. semifasciatus sống trên các rạn đá ngầm ở độ sâu khoảng từ 40 đến 250 m.

## Mô tả
P. semifasciatus có chiều dài cơ thể tối đa được ghi nhận là 25 cm. Cá trưởng thành không biểu hiện sự lưỡng hình giới tính. Cơ thể màu vàng nhạt, sẫm màu hơn ở đầu. Có các dải sọc dọc ở hai bên thân màu đen, ngoại trừ sọc đầu tiên có màu hơi xám (ngay sau đầu). Đầu có các vệt sọc và đốm màu nâu. Vây lưng màu vàng nhạt ở phía trước, chuyển thành đỏ tươi ở phía sau; có đốm màu xám đen ở trước vây. Vây hậu môn màu đỏ thẫm. Đuôi màu đỏ nhạt. Vây bụng màu vàng nhạt. Vây ngực trong mờ.
P. semifasciatus khá tương đồng với Pseudolabrus torotai về kiểu màu nhưng các dải sọc đen ở P. torotai lại kéo dài xuống đến phần thân dưới.

### Trích dẫn
- B. C. Russell (1988). "Revision of the labrid fish genus Pseudolabrus and allied genera" (PDF). Records of the Australian Museum. Quyển 9. tr. 1–72.